# Hands Up (песня Ллойда Бэнкса)
«Hands Up» — второй сингл со второго студийного альбома Rotten Apple, американского рэпера Ллойда Бэнкса. Припев поется другим членом G-Unit рэпером 50 Cent. Песня спродюсирована Eminem и была выпущена в качестве цифровой загрузки 25 июля 2006 года. Также он вошёл в состав саундтрека к игре Saints Row 2.

## Музыкальное видео
Музыкальное видео дебютировало на BET. В видеоклипе снялись члены группы G-Unit: 50 Cent и Tony Yayo, наряду с Mobb Deep. Клип был снят в старых складских помещениях, которые превратили в клуб. Видеоклип был выпущен в качестве цифровой загрузки 28 июля 2006 г.

## Список композиций
Цифровая загрузка
| №  | Название                                                | Автор(ы)                                                                | Продюсер(ы) | Длительность |
| -- | ------------------------------------------------------- | ----------------------------------------------------------------------- | ----------- | ------------ |
| 1. | «Hands Up (Album Version Explicit)» (featuring 50 Cent) | Christopher C. Lloyd, M. Mathers, Curtis Jackson, T. Crawford & P. Pits | Eminem      | 4:02         |

## Позиции в чартах
| Чарт (2004)                                 | Пик Позиция |
| ------------------------------------------- | ----------- |
| Европа (Billboard European Hot 100 Singles) | 47          |
| Великобритания (OCC UK Singles)             | 43          |
| США (Billboard Hot 100)                     | 84          |
| США (Billboard Hot R&B/Hip-Hop Songs)       | 30          |
| US Pop 100 (Billboard)                      | 91          |
| США (Billboard Hot Rap Songs)               | 15          |